# Piero Folli
Piero Folli (Premeno, 18 settembre 1881 – Voldomino, 8 marzo 1948) è stato un presbitero italiano, noto anche come antifascista.

## Biografia
Fin dagli anni del seminario dimostra la sua apertura e la sua sensibilità alle problematiche politiche e sociali, solidarizzando con le battaglie operaie del 1898.
In reazione aperta contro ogni sopruso e ingiustizia, antifascista dichiarato, fin dal 1923 subisce angherie di ogni tipo, compresa la punizione fascista dell'olio di ricino.
Nel 1923 arriva a Voldomino, dove denuncia spesso nelle prediche domenicali i soprusi e i torti della dittatura fascista.
Dopo l'8 settembre 1943 arrivano in paese prigionieri alleati fuggiti dai campi di concentramento, giovani militari renitenti alla leva repubblichina, perseguitati politici (Mauro Scoccimarro, Guido Miglioli, Piero Malvestiti), ebrei ricercati (Pitigrilli). La sua casa, la sacrestia, l'oratorio, il vecchio asilo di santa Liberata sono letteralmente invasi da centinaia di persone fuggite che vengono accolte, ospitate, rifocillate, aiutate a espatriare fino al suo arresto il 3 dicembre 1943.
Dopo 3 mesi di carcere duro a San Vittore, per intervento del Card. Alfredo Ildefonso Schuster viene liberato e confinato prima a Cesano Boscone, poi a Vittuone. Passata la guerra può tornare a Voldomino e riprende la sua vita di Parroco, morendo tre anni dopo. È sepolto nel camposanto di Voldomino, l'epigrafe tombale dice che fu dotato di quei tesori di «fede scienza altruismo» che lo resero «caro a Dio ed al suo popolo».
Una lapide in suo ricordo è stata posta il 3 dicembre 1983 sulla volta del portico di piazza Piave a Voldomino.

## L'arresto

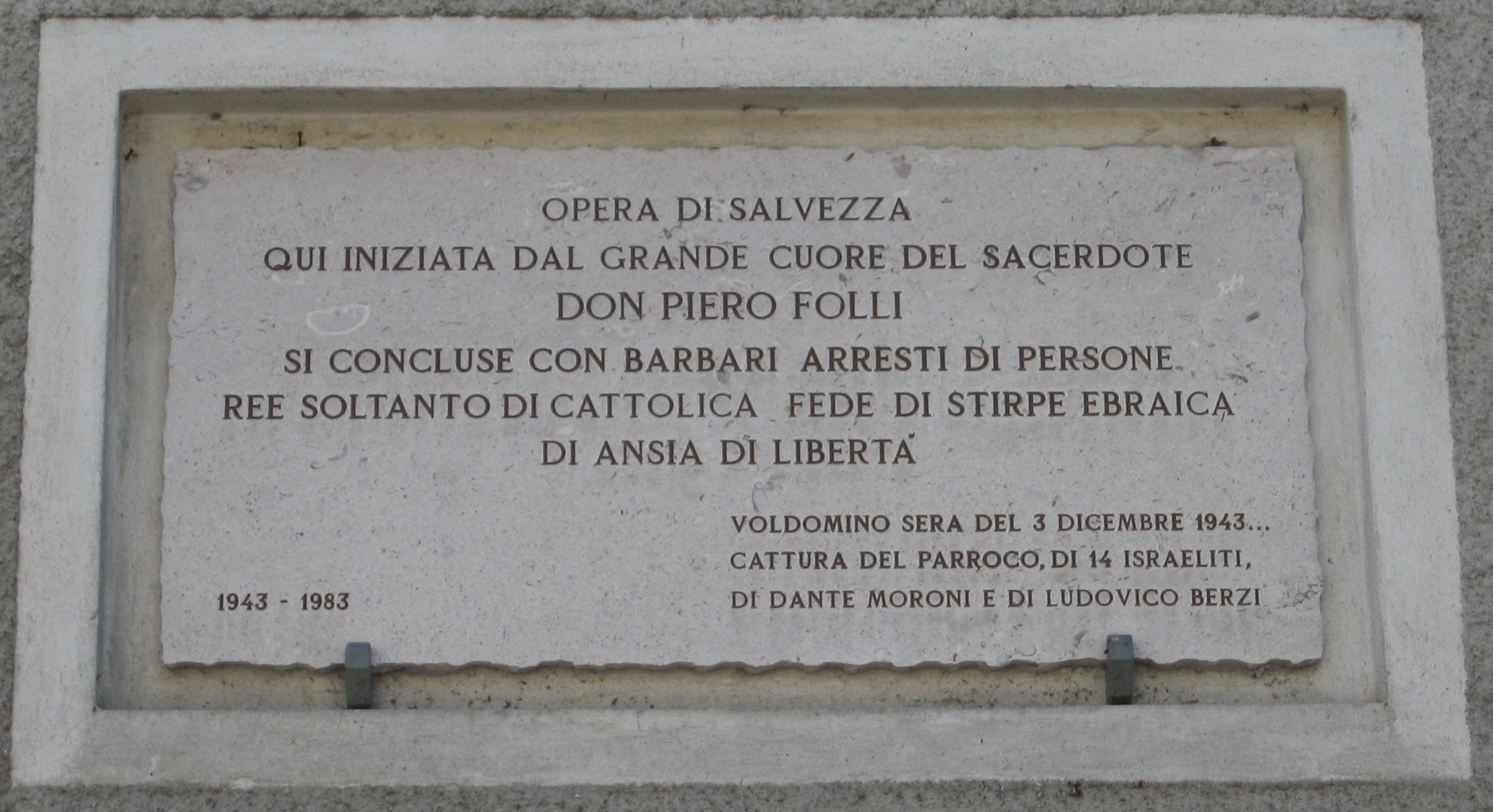
Lapide in ricordo di don Piero Folli a Voldomino

3 dicembre 1943. Voldomino vicino a Luino. Una spedizione punitiva nazi-fascista irrompe nella Canonica e arresta Don Piero Folli insieme ad un gruppo di 14 ebrei mandatogli dall'arcivescovo di Genova Pietro Boetto, che era stato appena respinto dagli svizzeri alla frontiera. Altri trenta, provenienti da Saint-Martin-Vésubie presso Besançon, erano stati già salvati in tre o quattro viaggi, accompagnati da Don Rotondi ma i loro nomi non sono stati trovati.
Don Piero, legato alla inferriata, nonostante le torture subite per farlo parlare, ha ancora la forza di reagire duramente quando vede donne e bambini ebrei percossi e caricati sul camion. Per farlo tacere gli rovesciano la testa all'indietro, contro l'inferriata, afferrandolo per i capelli e strappandogliene una ciocca. Si salva solo una ragazza di nome Myriam Pirani, che riesce a nascondersi e a tornare a Genova per dare l'allarme a Massimo Teglio della DELASEM, che organizzava la fuga degli ebrei in Svizzera. Non si sa che fine abbia fatto la ragazza.
1943-44. San Vittore. Don Folli riesce a tacere e non rivela i nomi di coloro che lo aiutavano nella sua opera, viene pestato e torturato ma tace. Un giorno, durante l'ora di aria, scorge una schiera di detenuti che sta per essere deportata in Germania. Non potendo far arrivare la sua parola di conforto, non esita a benedirli. La guardia fascista che lo osserva lo colpisce duramente col calcio del fucile e lo butta a terra.